# Antoine Pellet
Pour les articles homonymes, voir Pellet (homonymie).
Antoine Pellet, né le 12 août 1909 à Romanèche-Thorins et mort le 15 septembre 1935 à Oyonnax dans le département de l'Ain,, est un coureur cycliste français, professionnel de 1933 à 1935.

## Palmarès
- 1933
  - Circuit du Forez
  - 3e de Bourg-Genève-Bourg
- 1934
  - Circuit du Forez
  - Grand Prix de Cours-la-Ville
  - 2e de Paris-Limoges
- 1935
  - 2e du Circuit du Forez
  - 3e du Grand Prix de Cours-la-Ville